# Jakubovice
Jakubovice (deutsch Jokelsdorf, auch Jockelsdorf) ist eine Gemeinde in Tschechien. Sie liegt sechs Kilometer nordöstlich von Štíty und gehört zum Okres Šumperk.

## Geographie
Jakubovice befindet sich am Südwesthang der Čečola (Lniskaberg, 838 m) im Hannsdorfer Bergland. Nördlich erhebt sich die Skalka (713 m).
Nachbarorte sind Lhotka im Norden, Amerika, Mezník und Janoušov im Nordosten, Hartíkov im Osten, Bušín im Südosten, Bukovice im Südwesten sowie Písařov im Nordwesten.

## Geschichte
Die erste schriftliche Erwähnung des zur Herrschaft Schildberg gehörigen und nach seinem Lokator benannten Ortes Jacobi villa erfolgte im Jahre 1335. Besitzer des Dorfes war zu dieser Zeit Jaroslav von Sternberg. Später wurde das Dorf zur Herrschaft Hochstein untertänig. Seit 1350 ist die Existenz einer Pfarrkirche nachweisbar. 1434 verkaufte Matthäus von Sternberg die Herrschaft an die Brüder Daniel und Georg Tunkl von Brünnles. 1509 erwarb Nikolaus Trčka von Lípa auf Lichtenburg die Herrschaft Hochstein von Heinrich Tunkl. Vier Jahre später wurde Ladislav von Boskowitz in der Landtafel als Besitzer eingeschrieben. Nachfolgend wurde das aus zwölf Anwesen bestehende Dorf der Herrschaft Hohenstadt zugeordnet und um 1516 der Herrschaft Eisenberg zugeschlagen. Zum Ende des 16. Jahrhunderts war Jakubowice auf 32 Anwesen angewachsen. 1771 lebten in dem Dorf 413 Menschen und 1793 waren es bereits 480. Um 1785 nahm die Dorfschule den Unterricht auf.
Nach der Aufhebung der Patrimonialherrschaften bildete Jokelsdorf/Jakubovice ab 1850 eine Gemeinde im Bezirk Hohenstadt. 1890 wurde die Freiwillige Feuerwehr Jakubovice gegründet. 1930 hatte die Gemeinde 539 Einwohner.
Infolge des Münchner Abkommens wurde die Gemeinde 1938 dem Deutschen Reich angeschlossen und gehörte bis 1945 zum Landkreis Hohenstadt. 1939 hatte Jokelsdorf 554 Einwohner. Während der Zeit der Besetzung schlossen sich viele der Einwohner der Widerstandsbewegung gegen die Nationalsozialisten an. Im Jänner 1944 wurden mehrere Bewohner des Dorfes verhaftet und in Konzentrationslager verschleppt.
Nach dem Zweiten Weltkrieg erfolgte die Vertreibung der deutschen Bewohner. Ende 1960 lebten 251 Menschen in dem Dorf. Zum 1. Jänner 1961 kam die Gemeinde zum Okres Šumperk. 1976 erfolgte die Eingemeindung nach Písařov. Bis zum Beginn des Jahres 1990 sank die Einwohnerzahl auf 171 und stieg danach wieder leicht an. Seit Ende 1990 besteht die Gemeinde Jakubovice wieder.

## Gemeindegliederung
Für die Gemeinde Jakubovice sind keine Ortsteile ausgewiesen.

## Sehenswürdigkeiten
- Kirche Mariä Himmelfahrt, erbaut 1350 und 1694–1697 von Gabriel de Gabrieli umgebaut